# Вайсбах, Франц Генрих
Франц Генрих Вайсбах или Вейсбах (нем. Franz Heinrich Weißbach; 25 ноября 1865, Хемниц — 20 февраля 1944, Марклеберг) — немецкий востоковед.
Родился в семье шляпника старшим из семи детей, окончил школу в Глаухау, затем гимназию в Цвиккау. В 1885—1889 годах изучал древнюю историю, классическую филологию и восточные языки в Лейпцигском университете, после чего сразу защитил там же докторскую диссертацию, посвящённую надписям Ахеменидов. В 1888—1929 годах работал в библиотеке университета, с 1917 года старший библиотекарь. Одновременно в 1897 году габилитировался с исследованием по шумерской письменности. В 1898—1901 годах преподавал различные дисциплины, связанные с Древним Востоком, в 1901—1903 годах участвовал в археологических раскопках в Вавилоне. Вернувшись в Лейпциг, продолжил преподавательскую деятельность, с 1908 года экстраординарный профессор, с 1930 года почётный профессор. После прихода к власти нацистов в 1935 году был отправлен в отставку как бывший член масонской ложи; ряд попыток Вайсбаха доказать свою лояльность национал-социализму, в том числе поданное им заявление о вступлении в НСДАП, не увенчались успехом. Погиб при бомбардировке города и был похоронен в подвале собственного дома.
Основной фундаментальный труд Вайсбаха — двухтомное исследование «К изучению иракского варианта арабского языка» (нем. Beiträge zur Kunde des Irak-Arabischen): первый том, посвящённый прозаическим текстам, вышел в 1908 году, второй, посвящённый поэтическим текстам, — в 1930-м. Кроме того, Вайсбах подготовил научные издания «Древнеперсидская клинопись в транскрипции и переводе» (нем. Die altpersischen Keilinschriften in Umschrift und Übersetzung; 1908) и «Памятники и надписи из устья реки Нахр-аль-Кальб» (нем. Die Denkmäler und Inschriften an der Mündung des Nahr-el-Kelb; 1922) — эта книга стала первым изданием текстов со стел Нахр-аль-Кальб, важного ливанского исторического памятника.